# Yagi (Kyoto)
Pour les articles homonymes, voir Yagi.
Yagi (八木町, Yagi-chō) est un ancien bourg de la préfecture de Kyoto, ayant existé jusqu'au 1er janvier 2006, date de sa fusion avec les bourgs de Hiyoshi, Miyama et Sonobe pour former la ville de Nantan. Il faisait partie du district de Funai.

## Géographie

### Topographie et hydrographie

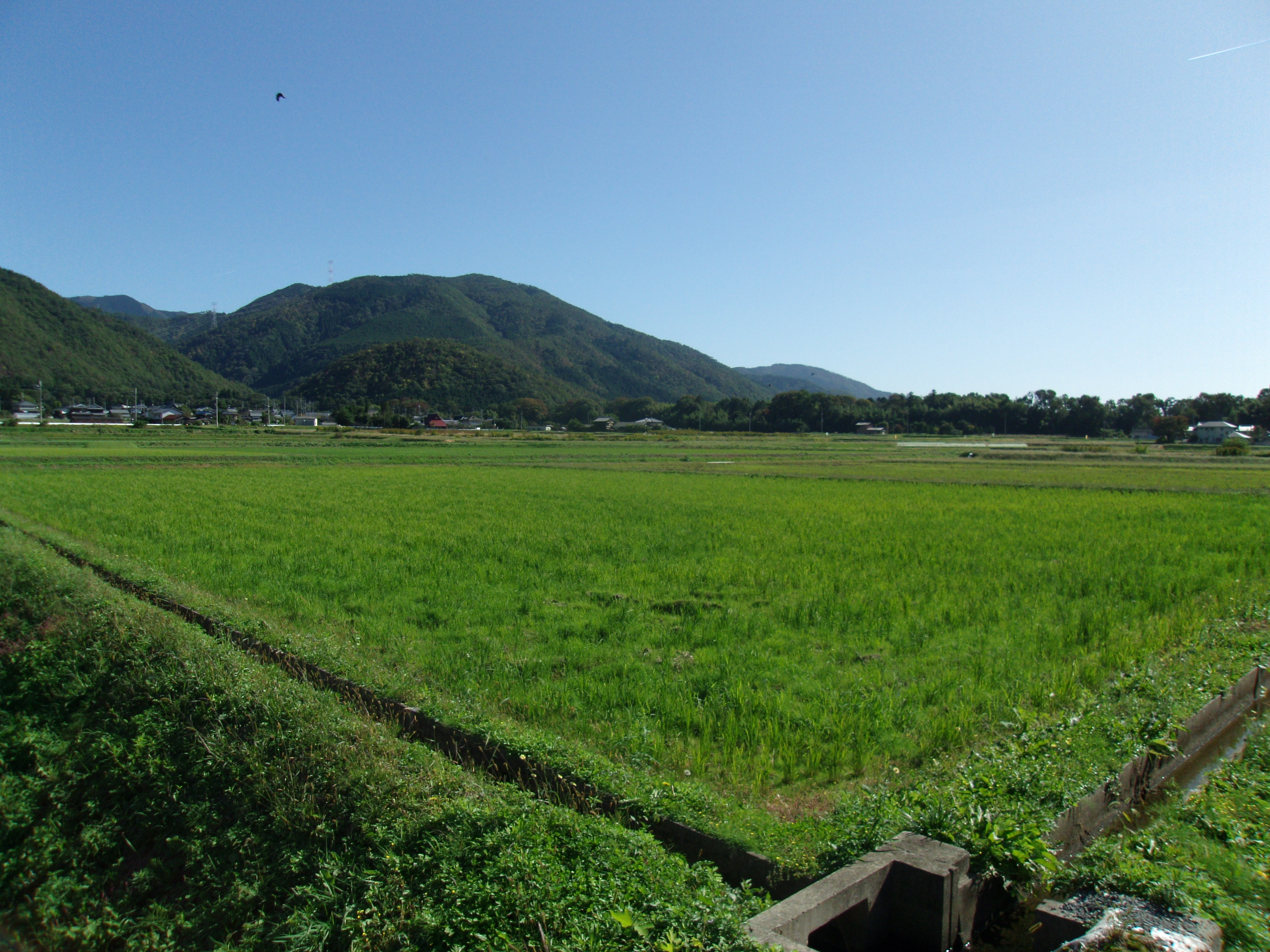
Rizières à Yagi.

Yagi est situé au centre de la préfecture de Kyoto. L'Ōi (大堰川) passe au centre de Yagi, et des deux côtés de la rivière se trouvent des terres agricoles.

### Villes limitrophes

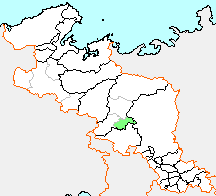
Localisation de Yagi dans la préfecture (tracés territoriaux du 12 mars 2007).

Entités territoriales limitrophes à la date de la fusion du 1er janvier 2006. Le 1er avril 1889, Hiyoshi est entouré à partir de l'ouest, en sens horaire, des villages de Higashihonme (ja) (東本梅村), Make (ja) (摩気村), Yoshitomi (ja) (吉富村), Tominoshō (ja) (富庄村) et de Honjō (ja) (本荘村), tous du même district de Funai, et des villages de Chiyokawa (ja) (千代川村) et de Miyazaki (ja) (宮前村), tous deux du district de Minamikuwada. Le 23 juillet 1894, Honjō et Tominoshō fusionnent pour former le village de Tomimoto (ja) (富本村). Le 1er avril 1951, après avoir absorbé Tomimoto, Yoshitomi et le village de Shinjō (ja) (新庄村), Yagi devient voisin du bourg de Sonobe (園部町) au nord-ouest, du village de Seki (ja) (世木村) au nord, et, à l'est, des villages d'Utsu (ja) (宇津村) et de Kamiyoshi (ja) (神吉村), du district de Kitakuwada, et des villages d'Asahi (ja) (旭村) et d'Umaji (ja) (馬路村), du district de Minamikuwada. Le 1er janvier 1955, Asahi, Umaji, Chiyokawa et Miyazaki, ainsi que onze autres villages sont fusionnés au bourg de Kameoka (亀岡町) pour créer la ville de Kameoka (亀岡市), tandis que le 1er mars de la même année, Utsu et quatre autres villages sont fusionnés au bourg de Shūzan (ja) (周山町) pour former le bourg de Keihoku (京北町), et le 1er avril, Yagi devient voisin de l'arrondissement d'Ukyō (右京区) de la ville de Kyoto en absorbant Kamiyoshi, alors que Seki fusionne avec deux autres villages pour créer le bourg de Hiyoshi (日吉町). Le 20 avril, aussi en 1955, Make et le village de Nishihonme (ja) (西本梅村) sont intégrés à Sonobe. Le 30 septembre 1956, Higashihonme passe dans la ville de Kameoka. Le 1er avril 2005, Keihoku devient une patie de l'arrondissement d'Ukyō.

## Histoire
Au Moyen Âge, se trouvait à Yagi le château de Yagi (ja) (八木城), occupé par le clan Naitō, qui contrôlait une partie de la province de Tamba. Durant la période Sengoku (1477-1573), le seigneur du château de Yagi était Naitō Joan (内藤 如安), né Tadatoshi, et nommé par Oda Nobunaga pour être administrateur de Kameyama. En 1564, il est baptisé, prenant le nom chrétien de Joan, du portugais Joao, mais après la signature de l'édit anti-chrétien de 1614, il est expulsé à Manille aux Philippines avec sa sœur Julia (en),.
Selon le document historique « Naitō Seikatsuki » (内藤盛衰記), en 1579, durant sa campagne de la province de Tamba, Oda Nobunaga envoie Akechi Mitsuhide dans la région, dans le but de prendre contrôle des châteaux de Kuroi (ja) et de Yakami (ja). En mai, après la chute des châteaux d'Ayabe et de Tamaki (ja) (玉巻城), Hashiba Hideyoshi (羽柴 秀吉), vassal de Nobunaga, envoie Niwa Nagahide (丹羽 長秀) et Hashiba Hidenaga (羽柴 秀長) en renfort pour le siège de Miki, qui dure depuis 1578. En juin 1579, Nagahide et Hidenaga arrivent au château de Yagi, alors contrôlé par Naitō Arikatsu (内藤 有勝), puissant seigneur de Tamba, et décident d'assiéger le château. Akechi Mitsuhide, qui comprend qui le château est difficile à prendre, dû à sa position surrélevée, propose un traité de paix avec Arikatsu, mais celui-ci refuse. Mitsuhide réussit finalement à semer la discorde chez les hommes d'Arikatsu, qui mettent feu au château et se rebellent, et le château finit par tomber le 27 juin. Arikatsu meurt durant le siège. Naitō Masakatsu (内藤 正勝), un des membres du clan Naitō, essaie par la suite de percer les lignes d'Akechi Mitsuhide et s'enfuit vers le château de Hatta (ja) (八田城), mais plusieurs de ses hommes meurt par suicide, et il s'arrête dans un autre château et y meurt, marquant la fin du clan Naitō. Plusieurs historiens se questionnent sur l'historicité du fait et des personnages de Naitō Arikatsu et Masakatsu, qui semblent avoir été inventés, avec quelque inspiration de Naitō Joan,. La date d'abandonnement du château de Yagi est inconnue, mais selon l'historien Katsuhiko Fukushima (ja), le château aurait été remanié par Akechi Mitsuhide après la disparition du clan Naitō et aurait continué d'être un château suffrageant de celui de Kameyama (aujourd'hui à Kameoka).
Durant l'époque d'Edo (1603-1868), le village de Yagi existait dans le domaine de Sonobe (ja), administré par le des daimyos. Avec l'ouverture de la voie maritime de l'Ōi au XIXe siècle, plusieurs postes relais ouvrent le long de la rivière à Yagi. Avec l'abolition du système han le 29 août 1871, le domaine de Sonobe est aboli et devient la préfecture de Sonobe, avant d'être absorbé dans la nouvelle préfecture de Kyoto le 2 janvier 1871. Le 1er avril 1889, à l'adoption de la loi municipale moderne (ja), Yagi absorbe le village voisin de Shibayama (柴山村). En mai 1910, l'homme d'affaires Tōkichi Saiga (ja) (才賀 藤吉) obtient un permis d'entreprise et fonde donc en octobre de la même année la société Tamba Denki (丹波電気, lit. « électricité Tamba »). L'année suivante, une centrale électrique est ouverte à Yagi, mais en juillet 1912, Tamba Denki fusionne avec les sociétés Miyazu Dentō (宮津電燈) et Tango Denki (丹後電気),. Le 1er janvier 1915, Yagi est promu au rang de bourg,. Le 1er avril 1951, Yagi fusionne avec les villages voisins de Tomimoto (ja) (富本村), Yoshitomi (ja) (吉富村) et de Shinjō (ja) (新庄村). Le 1er avril 1955, Yagi absorbe le village de Kamiyoshi (ja) (神吉村), du district voisin de Kitakuwada. Le 1er janvier 2006, après des ententes, Yagi fusionne avec les bourgs voisins de Hiyoshi (日吉町), Miyama (美山町) et Sonobe (園部町), tous du district voisin de Funai, pour former la ville de Nantan (南丹市), qui signifie « Tamba sud », en référence à la position de la nouvelle municipalité, au sud de l'historique province de Tamba. En 2019, les rizières de Yagi sont choisies pour produire du riz pour consommation directe de l'Empereur durant la cérémonie de la succession du nouvel empereur.

## Démographie
En 2005, la population de Yagi était de 8 754 habitants.

## Éducation
On y trouve cinq écoles primaires municipales, celles de Kamiyoshi, Yoshitomi, Tomimoto, Yagi et Shinjō, en plus du collège municipal de Yagi. L'école spéciale préfectorale de Tanba (ja) (京都府立丹波支援学校) se trouve aussi à Yagi.

## Culture et patrimoine
Le festival du tir à la corde de l'Ōokuri-jinja (ja) se déroule chaque 17 janvier à Yagi.
On trouve au temple Seigen-ji (清源寺) 22 figures bouddhiques sculptées par le moine ambulant Mokujiki Shonin durant l'époque d'Edo.

## Transports
Yagi est desservi par la ligne principale San'in de JR West, aux gares de Yagi (八木駅) et de Yoshitomi (吉富駅).
Les autobus de la Keihan Kyoto Kotsu (ja) passe à Yagi et permettent de rejoindre Kyoto via Kameoka. Le transport vers et depuis Yagi se fait principalement par voiture, notamment via l'autoroute Kyoto Jūkan (ja) (route nationale 478 (ja)), où se trouvent trois échangeurs desservant la municipalité, ceux de Yagi Centre (八木中), Yagi Est (八木東) et Yagi Ouest (八木西). Les routes nationales 9 (ja) et 477 (ja) passent aussi à Yagi.
On y trouve les routes préfectorales 25 (ja), 50 (ja), 363 (ja),408 (ja), 441 (ja), 451 (ja), 452 (ja), 454 (ja) et 455 (ja).

## Jumelages
- Manille (Philippines), signé le 21 août 1985,  renouvelé par la ville de Nantan après la fusion[4]

## Personnalités liées
- Den Kawakatsu (ja) (川勝 傳, Kawakatsu Den?, 1901-1988), ancien président de la Nankai Electric Railway, y est né, dans l'ancien village de Tomimoto ;
- Kenji Kawakatsu (ja) (川勝 堅二, Kawakatsu Kenji?, 1924-2010), homme d'affaires, en est originaire ;
- Kawakatsu Sebei (ja) (川勝 瀬平, Kawakatsu Sebē?, 1800-1874), fermier et propriétaire terrien, y est né, dans l'ancien village d'Aoto (青戸, plus tard intégré dans l'ancien village de Honjō) ;
- Shōhei Kawakatsu (ja) (川勝 昭平, Kawakatsu Shōhei?, 1927-), professeur d'université, en est originaire ;
- Mutsuo Mabuchi (ja) (馬渕 睦夫, Mabuchi Mutsuo?, 1946-), écrivain et diplomate, y est né ;
- Yasuhiro Nakagawa (ja) (中川 泰宏, Nakagawa Yasuhiro?, 1951-), homme politique, y est né.